# Jimmy Gardner
Edward Charles James "Jimmy" Gardner (Newmarket, 24 de agosto de 1924 - Londres, 3 de maio de 2010) foi um ator inglês.